# 奥村慎太郎
奥村 慎太郎（おくむら しんたろう、1954年（昭和29年）10月13日 - 2015年（平成27年）1月14日）は、日本の政治家。長崎県雲仙市長（2期）、長崎県議会議員（4期）を務めた。

## 来歴
長崎県小浜町（現・雲仙市）生まれ。明治大学法学部卒業後、久間章生衆議院議員の秘書などを経て、1991年から長崎県議会議員を4期務めた。県議時代は自由民主党に所属した。2005年11月に合併後の雲仙市の初代市長に当選し、2期務める。
2012年には翌年の第23回参議院議員通常選挙で、自民党が長崎県選挙区に奥村を擁立することが内定していたが、突如奥村が「申し訳ないが、裏切る決断をする」と述べ第46回衆議院議員総選挙に長崎県第2区から無所属で立候補した。当選挙区では自民党はすでに加藤寛治の擁立を決定しており、保守分裂選挙となったことから、県連会長の金子原二郎は「こんなことは許されない」と怒りをあらわにした。投開票の結果、加藤に敗れ落選。
2013年の参院選には日本維新の会から比例区で立候補したが、次々点で落選。
2015年1月14日、大動脈解離のため死去。叙正五位、旭日小綬章追贈。